# Leopold Demuth

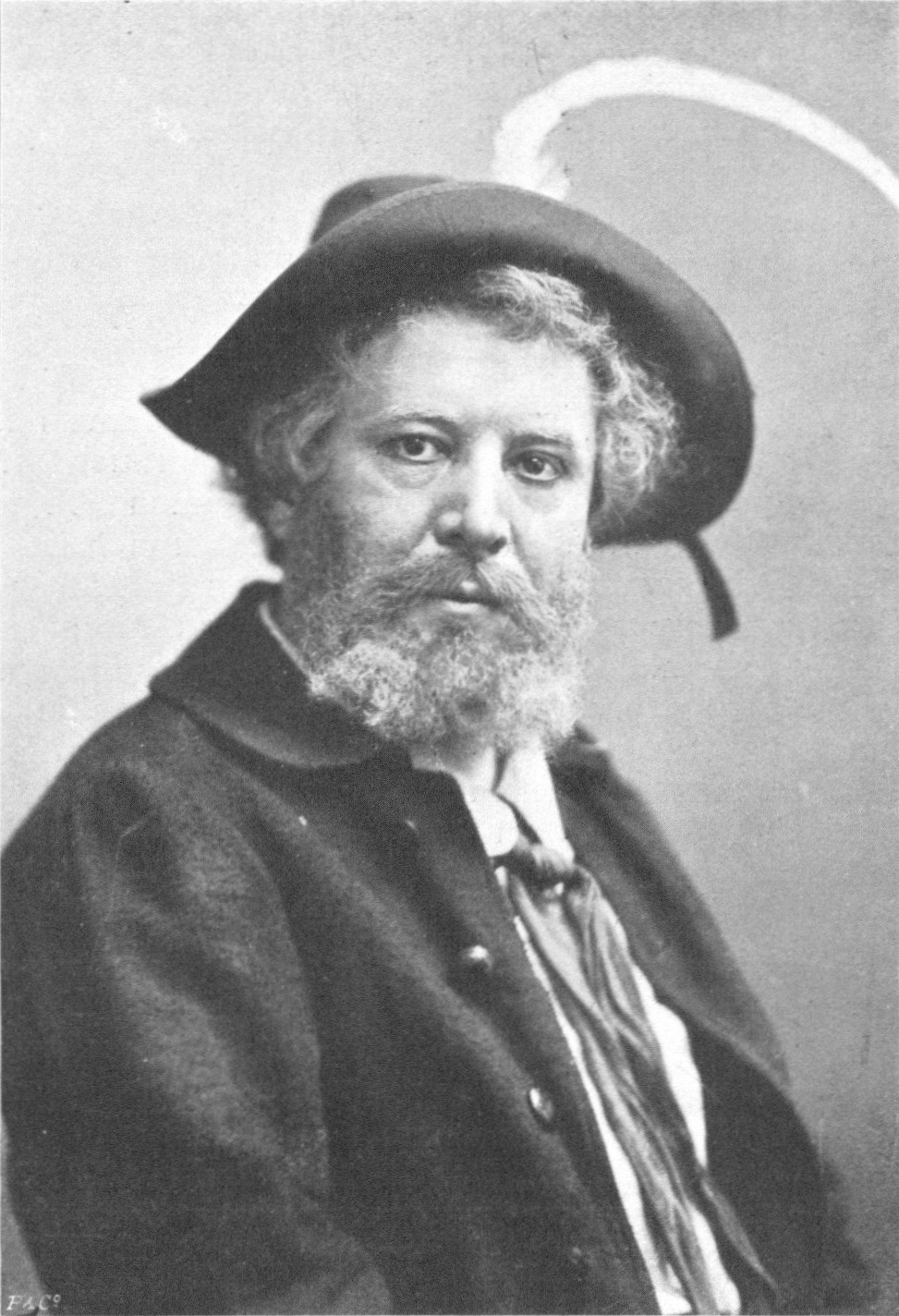
Leopold Demuth als „Vagabund“ in der Oper von Leroux (Photo: Grillich, 1909)

Leopold Demuth (eigentlich Leopold Pokorny; * 2. November 1861 in Brünn; † 4. März 1910 in Czernowitz) war ein k.k. Kammer- und Hofopernsänger (Bariton).

## Leben
Demuth, Sohn eines Kanzleibeamten, studierte am Konservatorium in Wien bei Josef Gänsbacher. 1889 hatte er sein Debüt am Stadttheater in Halle an der Saale. Anschließend war er in Leipzig und Hamburg engagiert. Ab 1898 war er bis zu seinem Tode Mitglied der Wiener Hofoper.

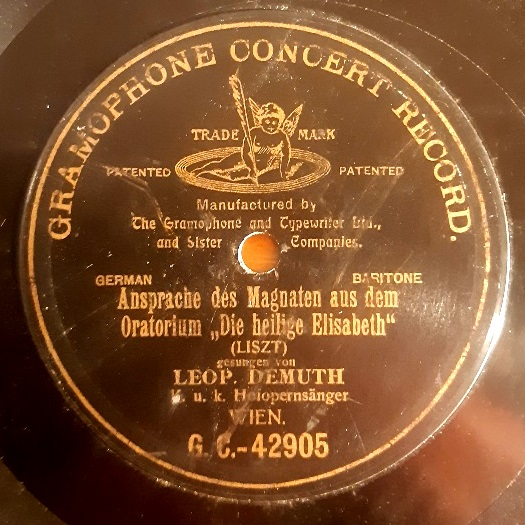
Schallplatte von Leopold Demuth (Wien 1902)

Demuth feierte insbesondere in Werken von Wolfgang Amadeus Mozart, Giuseppe Verdi und Richard Wagner Erfolge. Zahlreiche Gastspiele führten in unter anderem 1889 zu den Bayreuther Festspielen. Zwischen 1900 und 1909 nahm Demuth zahlreiche Schallplatten auf.

## Hauptrollen
- Don Giovanni in Mozarts gleichnamiger Oper
- Falstaff in Verdis gleichnamiger Oper
- Rigoletto in Verdis gleichnamiger Oper
- Friedrich von Telramund in Wagners Lohengrin
- Der Holländer in Wagners Der fliegende Holländer
- Wotan in Wagners Der Ring des Nibelungen
- Hans Sachs in Lortzings gleichnamiger Oper
- Hans Heiling in Heinrich Marschners gleichnamiger Oper

## Ehrungen
Demuth wurde in einem ehrenhalber gewidmeten Grab auf dem Wiener Zentralfriedhof (Gruppe 33 H, Reihe 7, Nr. 7) beigesetzt. Nach ihm wurde 1936 in Ottakring die Demuthgasse benannt.